# 天寿酒造
天寿酒造株式会社（てんじゅしゅぞう）とは、秋田県由利本荘市にある酒造メーカー、創業は1874年（明治7年）。鳥海山が生み出す万年雪の伏流水を使用した仕込。

## 概要
- 創業：明治7年9月（1874年）
- 場所：秋田県由利本荘市矢島町城内字八森下117番地
- 酒蔵見学：要予約
- 試飲：可能
- 交通JR：鳥海山ろく線 -  矢島駅５分

## 主な銘柄
- 天寿
- 鳥海
- 鳥海山

## 受賞歴
全国新酒鑑評会
平成14酒造年 - 29酒造年
- 「天寿」金賞受賞 - 平成29年受賞